# 溪边九节
溪边九节（学名：Psychotria fluviatilis）为茜草科九节属下的一个种。